# Subrasaca flavoornata
Subrasaca flavoornata är en insektsart som beskrevs av Carl Stål 1862. Subrasaca flavoornata ingår i släktet Subrasaca och familjen dvärgstritar. Inga underarter finns listade i Catalogue of Life.